# Lea Gleitman
Lea Gleitman, född Posner den 27 november 1924 i Oświęcim i Polen, död 27 juni 2024 i Limhamns distrikt i Malmö, var en svensk Förintelseöverlevare.

## Biografi
Lea Gletiman föddes i en judisk familj och var näst yngst i en syskonskara på fyra. Fadern drev en tygaffär. 1932 flyttade familjen från Oswiecim till Sosnowiec. Gleitman gick i en judisk skola i staden. Efter krigsutbrottet fick familjen flytta till ett getto men bestämde sig för att lämna Sosnowiec och resa till östra Polen som då var under kontroll av Ryssland. 1942 tvingades hela Gleitmans släkt till en idrottsplats med 30 000 andra judar och större delen av släkten skickades vidare till koncentrationslägret i Auschwitz där de dog. Lea Gleitman skickades till tvångsarbetslägret Gräben i östra Tyskland. I december 1944 tvingades hon på en dödsmarsch för att sedan placeras i koncentrationslägret Bergen-Belsen. Den 15 april 1945 befriades Lea Gleitman av brittiska trupper i koncentrationslägret. Efter befrielsen placerade britterna Gleitman i ett uppsamlingsläger. När hon fick veta att hennes syster Miriam ännu var i livet reste hon för att hämta sin syster i Polen, och tillsammans tog de sig sedan vidare till Sverige. 1946 anlände systrarna till Malmö. Lea Gleitman fick anställning på Malmö strumpfabrik och träffade blivande maken Josef som överlevt Auschwitz. De fick två döttrar tillsammans.
Gleitman var med och grundade informationsgruppen Förintelsens Ögonvittnen (Berättargruppen Förintelsens efterlevande) 1991. Hon besökte sedan dess svenska skolor för att informera om Förintelsen och berättar om sina egna upplevelser från gettot i hemstaden Sosnowiec, tvångsarbetslägret Gräben bei Striegau i östra Tyskland och därifrån dödsmarschen mot Bergen-Belsen.

### Förintelsens Ögonvittnen
Föreningen Förintelsens Ögonvittnen bildades i Malmö 1991. Gruppen bestod då av drygt 20 vittnen. Efter ordföranden Harry Rubinsteins bortgång tog Ulla-Lena Cavling över som samordnare. 2011 firade föreningen 20-årsjubileum på Judiska församlingen i Malmö. Då fanns hälften av vittnena kvar i livet men bara fem som var verksamma i skolorna. Man hade då talat inför cirka 100 000 elever på skolor, i konfirmandgrupper, föreningar och religiösa församlingar.
Förintelsens Ögonvittnen har som helhet erhållit pris från stiftelsen Artister mot Nazister, grundad av Mikael Wiehe och Tomas Ledin. Priset har också tilldelats flera av gruppens medlemmar individuellt. 2005 utgav gruppen minnesboken Förintelsens ögonvittnen där var och en av medlemmarnas historia berättas med egna ord. På skolor som vittnena besökt har de efterlämnat ett exemplar av boken. Den finns nu på många skolor i Skåne.
När Gleitman avled i juni 2024 var hon den sista överlevande medlemmen av förintelsen från föreningen. Hon blev 99 år gammal.